# Coi Leray
Coi Leray Collins, née le 11 mai 1997, à Boston dans le Massachusetts, est une rappeuse américaine.
Elle publie en 2018 son premier single, Huddy, ainsi que sa première mixtape, Everythingcoz, puis signe un contrat d'enregistrement avec 1801 Records et Republic Records. L'année suivante, elle sort sa seconde mixtape, EC2, puis, en 2020, son premier EP, Now or Never. En 2021, son single, No More Parties, certifié disque de platine, par la Recording Industry Association of America (RIAA), obtient la vingt-sixième place du classement Billboard Hot 100.

## Biographie
Coi Leray Collins naît aux États-Unis le 11 mai 1997, à Boston, dans le Massachusetts, et grandit à Hackensack, dans le New Jersey,. Fille de Benzino, rappeur, producteur et magnat des médias, elle a cinq frères. Ses parents divorcent au moment où son père abandonne la direction du magazine The Source.
Elle commence la musique à quatorze ans, puis abandonne le lycée à seize ans pour travailler dans la vente.
En 2021, Coi Leray reçoit un diplôme honorifique de la Montclair High School de Montclair, New Jersey.

## Musique

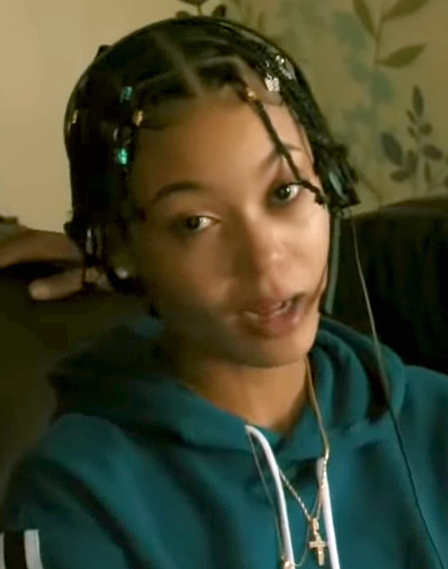
Coi Collins, en 2018

En 2011, inspirée par son père, elle se lance dans le rap sous le nom de Coi Leray, inspiré par le poisson koi japonais. Au côté de son frère Taj, elle publie sur YouTube ses premiers morceaux, titrés Bow Down et Rock Back,.
En 2018, Coi Leray quitte son travail et publie, sur la plateforme SoundCloud, son premier single, intitulé G.A.N., en réponse à la chanson DTB (Don't Trust Bitches) de A Boogie wit da Hoodie,. La même année, elle sort le single Huddy et sa première mixtape, Everythingcoz.
En décembre 2018, elle est invitée, aux côtés de LouGotCash, pour collaborer à l'enregistrement du morceau Save the Day, du rappeur américain Ski Mask the Slump God et de la chanteuse Jacquees, publié dans l'album de la bande originale du film Spider-Man : New Generation.
Au début de l'année 2019, elle accompagne le rappeur américain Trippie Redd durant sa tournée Life's a Trip. Sa seconde mixtape, intitulée EC2, enregistrée chez 1801 Records et Republic Records, sort le 18 janvier 2019, suivie en mars 2019 par le single Good Days. Elle chante également en featuring sur la chanson Everything BoZ, publiée sur le second album studio de Trippie Redd, !.
En avril 2020, avec le rappeur américain Fetty Wap, elle sort le single Better Days et figure sur le remix du single Sticky, de l'actrice américaine Keke Palmer,. En août 2020, Coi Leray sort son premier EP, Now or Never.
Son single No More Parties sort en janvier 2021. Ce morceau culmine à la vingt-sixième place du classement Billboard Hot 100, avant d'être certifié disque de platine, par la Recording Industry Association of America (RIAA), en mai 2021. En février 2021, un remix de la chanson du rappeur américain Lil Durk sort, ainsi qu'un clip réalisé par Reel Goats, le mois suivant. Dans le même temps, Coi Leray sort le single Big Purr (Prrdd), avec le rappeur américain Pooh Shiesty, qui entre à la soixante-neuvième place du classement Billboard Hot 100,.
En avril 2021, elle joue dans le clip du single Track Star, du rappeur américain Mooski, ainsi que dans la série Coi Vs,. Dans le même temps, elle débute à la télévision, en interprétant No More Parties, dans l'émission The Tonight Show Starring Jimmy Fallon, et participe au remix de la chanson Attachments, de Pressa,. En mai 2021, Coi Leray sort le single Bout Me et réalise un featuring sur le remix de la chanson Options, d'EarthGang,. Au même moment, un clip d'elle se produisant devant une foule immobile et silencieuse au H-Town Memorial Day Mayhem devient viral sur les réseaux sociaux. Le mois suivant, un autre clip d'une de ses performances devant une foule insensible à Rolling Loud Miami devient également viral. Elle collabore également à la chanson Boss Bitch de Rich the Kid, ainsi qu'au remix de la chanson Triple S, de YN Jay, et sort, avec Kodak Black et Mustard, la chanson At the Top, en juin 2021,,. Le même mois, alors qu'elle participe au XXL Freshman Cypher 2021, elle subit des moqueries sur les réseaux sociaux et de la part des critiques,,.
Coi Leray est nommée meilleure artiste féminine hip-hop et meilleure nouvelle artiste aux BET Awards 2021,.
Elle participe également au morceau Ocean Prime du premier album de Bfb Da Packman, Fat N****s Need Love Too, publié en juin 2021,. En juillet 2021, elle figure sur le remix de 2055, de Sleepy Hallow, ainsi que sur le single What U Want, avec Lil Xxel et Tyga,. Elle sort le single Okay Yeah!, en août 2021. En septembre 2021, elle sort le single Twinnem, accompagné d'un clip,. La chanson devient virale sur TikTok et un remix de la chanson avec DaBaby sort en novembre 2021. Le même mois, elle tourne en première partie de la tournée The Back Outside de Lil Baby, aux côtés de Lil Durk. Elle figure sur la chanson Cuffin, de Lonr de sa mixtape Land of Nothing Real 2, publié en octobre 2021. Elle est artiste vedette sur la chanson Push Start, de French Montana, sur son album studio They Got Amnesia, en novembre 2021.
Le premier album de Coi Leray, intitulé Coi, est annoncé pour l'année 2022,.

## Sources d'inspiration
Coi Leray cite Lady Gaga, Avril Lavigne, Doja Cat, Bon Jovi, Chief Keef, Chris Brown, Slick Woods et Jazzelle Zanaughtti comme sources d'inspiration,,.

## Controverse sur son patronyme
Coi Leray affirme que son vrai nom est Coi Leray Collins, alors que certaines sources rapportent qu'elle se nomme en réalité Brittany Collins.

## Vie privée
Depuis 2021, Coi Leray vit à Los Angeles, en Californie. Elle souffre de TDAH et souhaite poursuivre des études en arts culinaires.

## Discographie

### Mixtapes
- 2018 : Everythingcoz (30 mars 2018)
- 2019 : EC2 (Republic Records, 18 janvier 2019)

### EPs (Extended Plays)
- 2020 : Now or Never (Republic Records, 14 août 2020)

### Singles

#### 2017
- G.A.N.

#### 2018
- No Longer Mine
- Huddy

#### 2019
- Good Day
- Big (featuring Lil Gotit)
- Add It

#### 2020
- Messy
- Better Days (featuring Fetty Wap)
- Do Better
- Rick Owens
- Merry Xmas

#### 2021
- No More Parties (featuring Lil Durk), RIAA : Platinum[52]
- Big Purr (Prrdd) (featuring Pooh Shiesty), RIAA : Gold[52]
- On Ice
- Beat It Up (avec TruCarr)
- Bout Me
- Options (Remix) (avec EarthGang et Wale)
- At the Top (featuring Kodak Black et Mustard)
- What U Want (avec Lil Xxel et Tyga)
- Okay Yeah!
- Twinnem (featuring DaBaby)

### Collaborations etfeaturing

#### 2018
- Come Home (Tatted Swerve, featuring Coi Leray)
- Games (K Dos, featuring Coi Leray)
- No Longer Mine
- Save the Day (bande originale du film Spider-Man : New Generation, avec Ski Mask the Slump God, Jacquees, LouGotCash)

#### 2019
- Scrapin' the Glass (Yvng Scuba, featuring Coi Leray, sur l'album The Dive)
- Froze (G-Wreck, featuring Coi Leray)
- Watch My Drip (Mike Rosa, featuring Coi Leray)
- Sticky (Keke Palmer, featuring Coi Leray)
- Flip it (Hotspot XD, featuring Coi Leray, AlmightyHeezy et Kelow Latesha)
- Kill Us (avec Von Prospa, sur l'album Say What You Will)
- Everything BoZ  (avec Trippie Redd, sur l'album !)

#### 2020
- Lost in Time (Wifisfuneral, featuring Coi Leray, sur l'album Pain ?)
- American Dell (Chavo, featuring Coi Leray)
- Contagious (Lil Keyu, featuring Coi Leray)
- Run It Up (avec Martianonthebeat, sur l'album The Cure)
- Mixed Emotions (avec TyFontaine, sur l'album We Ain't the Same)

#### 2021
- Pose (MCM Raymond, featuring Coi Leray, sur l'album Love Me Yet)
- Gimmy Licky (Rek Banga, featuring Coi Leray)
- Thieves in Atlanta (Yung Bleu, featuring Coi Leray)
- Brown Eyes (Esther, featuring Coi Leray)
- Tomboy (Destiny Rogers, featuring Coi Leray)
- No More Stress (Alrahim Wright III, featuring Coi Leray)
- All About Cake (KyleYouMadeThat, featuring Coi Leray et Kaash Paige)
- Attachments (Pressa, featuring Coi Leray)
- Freaky Deaky (Enchanting, featuring Coi Leray)
- Boss Bitch (Rich the Kid, featuring Coi Leray)
- Triple S (Remix) (YN Jay, featuring Coi Leray, sur l'album Coochie Chronicles)
- 2055 (Remix) (Sleepy Hallow, featuring Coi Leray)
- Ocean Prime (Bfb Da Packman, featuring Coi Leray, sur l'album Fat Niggas Need Love Too)
- I Like (YSL Records, featuring Karlae and Coi Leray, sur l'album Slime Language 2)
- Cuffin (avec Lonr, sur l'album Land of Nothing Real 2)
- Push Start (avec French Montana et 42 Dugg, sur l'album They Got Amnesia)

#### 2023
- Happy Fools (TXT, featuring Coi Leray)
- Self Love (Metro Boomin, featuring Coi Leray)